# 隔牆花
《隔牆花》（法文：La Femme d'à côté；英文：The Woman Next Door，又譯鄰家女）為法國著名導演弗朗索瓦·特吕弗的1981年的電影。

## 內容
伯納（Bernard）與其妻突然有了新鄰居，馬蒂（Mathilde）及其丈夫。伯納和馬蒂原是情人，現在他們私下談談時答應只再當對方為朋友。但舊愛復發，他們數次忍不住要約會，並開始生活在謊言中。然而，他們對謊言的恐懼令他們時而迴避對方，終於伯納首先當眾發狂，事後他後後悔起來，決心不再理會馬蒂。過了一段日子，失去伯納的馬蒂也得了神經緊張，一夜她再與伯納約會，最後舉槍殺死伯納，然後自殺。

## 演員
- 芬妮·亞當飾……馬蒂（Mathilde Bauchard）
- 傑哈·德巴狄厄（Gérard Depardieu）飾……伯納（Bernard Coudray）

## 外部連結
- 互联网电影数据库（IMDb）上《隔牆花》的资料（英文）
- 豆瓣电影上《隔牆花》的資料 （简体中文）